# Avikam
Die Sprache Avikam (auch avekom, brignan, brinya, gbanda, kwakwa und lahu genannt; ISO 639-3: avi) ist eine Avikam-Alladian-Sprache aus der Untergruppe der Nyo-Sprachen innerhalb der Kwa-Sprachgruppe und wird von insgesamt 21.000 Personen im Departement Grand Lahou in der Elfenbeinküste gesprochen.
Die Sprache verwendet als Schriftsystem das lateinische Alphabet. Die ethnische Gruppe, die diese Sprache spricht, sind die Avikam, ein Fischervolk. Avikam ist eng mit Alladian verwandt.